# Omlooptijd (astronomie)
De omlooptijd of siderische periode is de tijd die een hemellichaam er over doet om een keer om het hemellichaam waar het een satelliet van is te draaien.
In veel gevallen is er bij benadering een tweelichamenprobleem (andere hemellichamen hebben weinig invloed). In dat geval is de baan een ellips. De relatie tussen de halve lange as a van de ellipsbaan en de omlooptijd wordt dan gegeven door:
{\displaystyle T=2\pi {\sqrt {\frac {a^{3}}{GM}}}}
waar {\displaystyle G} de gravitatieconstante is en {\displaystyle M} de som van beide massa's. 
Bovendien is vaak de massa van een van beide lichamen verreweg het grootst; dit geldt voor de planeten ten opzichte van de zon, en voor de kunstsatellieten om de aarde, en in iets mindere mate voor de maan om de aarde. In dat geval kan dezelfde M gebruikt worden voor verschillende satellieten om hetzelfde hemellichaam.
Voor een gegeven centraal lichaam is de omlooptijd dus evenredig met de (halve of hele) lange as van de ellips tot de macht 1,5 (bij een gegeven excentriciteit bestaat deze exponent uit een term 1 voor de lengte van de baan, en een term 0,5 voor de lagere snelheid als de baan groter is); voor een gegeven baan is de omlooptijd evenredig met de massa van het centrale lichaam tot de macht -0,5. Lengteschaling (bijvoorbeeld alles tweemaal zo groot maken) bij gelijkblijvende dichtheden verandert de omlooptijd dus niet (want de massa is evenredig met de derde macht van de lineaire grootte).
In het zonnestelsel kennen wij de omlooptijden van de planeten om de Zon en de omlooptijden van natuurlijke en kunstmatige satellieten om de planeten. Een kleine greep uit de bekende omlooptijden in het zonnestelsel:
| lage aardbaan     | 90 minuten        |
| geosynchrone baan | 23 uur 56 minuten |
| Maan              | 28 dagen          |

De omlooptijd van een "lage" baan van een kleine satelliet om een bolsymmetrisch hemellichaam is alleen afhankelijk van de gemiddelde dichtheid van dat hemellichaam, en wel evenredig met de gemiddelde dichtheid tot de macht -0,5 (zie boven).
| Mercurius | 88 dagen                           |
| Venus     | 225 dagen                          |
| Aarde     | 365,25636 dagen (1 siderisch jaar) |
| Mars      | 687 dagen (1,88 tropisch jaar)     |
| Jupiter   | 4332,71 dagen (11,86 jaar)         |
| Saturnus  | 10.757,73 dagen (29,46 jaar)       |
| Uranus    | 30.687,15 dagen (84,02 jaar)       |
| Neptunus  | 60.190 dagen (164,8 jaar)          |

Relatie tussen de omlooptijd en de halve grote as van de ellipsbaan om de Zon

Bij benadering is bij een baan om de zon de omlooptijd in jaren de afstand (bij een grote excentriciteit: de halve grote as van de ellipsbaan) in astronomische eenheden, tot de macht 1,5 (zie boven; bij deze eenheden is de evenredigheidsconstante 1).
Voor een voorbeeld zie ook Alpha Centauri.